# Humberto Scovino
Luis Humberto Scovino Olavarría (Puerto Cabello, 20 de diciembre de 1942 - Valencia, 16 de octubre de 2019) fue un futbolista venezolano, que jugó con la selección nacional en los inicios de su era profesional.

## Carrera

### Clubes
Scovino inició su carrera futbolística en los años 1950 en el Colegio San José de Mérida, donde compartió con Guillermo Soto Rosa. En 1960 fue uno de los jugadores que integró la selección estadal de fútbol de Mérida en los juegos nacionales que se desarrollaron en Maracaibo. En 1963 haría lo propio con la selección del estado Carabobo, marcando el primer gol del Polideportivo Misael Delgado y en el que resultó campeón.
En 1964 comienza su trayectoria profesional al ser fichado por el Valencia Fútbol Club, con el que ganaría la Copa Venezuela al año siguiente. En 1967 fue transferido al Tiquire Flores, el último club de su carrera como jugador.

### Selección nacional
Scovino debutó en la selección de fútbol de Venezuela en 1965, al ser convocado para la primera campaña clasificatoria a la Copa del Mundo del combinado vinotinto. Pese a ser suplente los primeros tres partidos, fue parte del once titular en el partido de vuelta frente a Perú, marcando un gol al minuto '46.
También fue parte de la convocatoria de la Vinotinto para su debut en el Campeonato Sudamericano 1967. En dicho torneo, fue titular en cuatro de los cinco partidos pautados para el Grupo 1. Marcó el segundo de los tres goles en la primera victoria de la selección en la historia del torneo, la cual fue ante Bolivia.[cita requerida]
Debido a una lesión, Scovino no jugó la campaña clasificatoria para la Copa Mundial de 1970.[cita requerida]

## Entrenador
Ya retirado como jugador, Scovino prosiguió con una carrera como entrenador, llegando a dirigir al club de fútbol de la Universidad de Carabobo y la selección estadal de dicha región. A finales de los años 1970 dirigió al Valencia por tres temporadas.
Scovino falleció en la ciudad de Valencia el 16 de octubre de 2019, a los 76 años de edad.